# Fossum Station
Fossum Station (Fossum stasjon) er en jernbanestation på Urskog–Hølandsbanen, der ligger i Sørum kommune i Norge. Den fungerer som endestation for den nuværende del af banen fra Sørumsand, der er veteranbane.
Stationen åbnede oprindeligt som trinbræt i 1948 men blev nedlagt sammen med banen 1. juli 1960. I 1966 kom en del af banen imidlertid i brug igen som veteranbane, og i 1970 fik Fossum krydsningsspor. I 1989 flyttedes stationsbygningen fra Mork Station, der var opført efter tegninger af Günther Schüssler i 1896, til Fossum. Toiletbygningen fra Mork er ligeledes flyttet til Fossum.